# Мілошешть (комуна)
Мілошешть, Мілошешті (рум. Miloșești) — комуна у повіті Яломіца в Румунії. До складу комуни входять такі села (дані про населення за 2002 рік):
- Мілошешть (2060 осіб)
- Ніколешть (523 особи)
- Товерешія (508 осіб)

Комуна розташована на відстані 95 км на схід від Бухареста, 21 км на північний захід від Слобозії, 127 км на північний захід від Констанци, 99 км на південний захід від Галаца.

## Населення
За даними перепису населення 2002 року у комуні проживала 3091 особа, усі — румуни. Усі жителі комуни рідною мовою назвали румунську.
Склад населення комуни за віросповіданням:
| Релігія       | Кількість осіб | Відсоток |
| ------------- | -------------- | -------- |
| православні   | 3081           | 99,7%    |
| адвентисти    | 4              | 0,1%     |
| римо-католики | 3              | 0,1%     |
| атеїсти       | 3              | 0,1%     |